# Power Rangers
Power Rangers je ime dječjeg serijala o super junacima koji se bore protiv zla u produkciji kompanije  Walta Disneyja.
Svojim moćima se kostimiraju. Svaki iz jednog tima Power Rangersa ima svoju boju, svoje specifične moći i svoja oružja.

## Timovi Rangera
Postoje različiti timovi rangera. Za svaki od njih se prikazuje druga sezona serije i u nekim i treća sezona. Neki od tih timova su: Mighty Morphin Power Rangers(ima tri sezone i jednu mini sezonu u trećoj sezoni).
1. Mighty Morphin Power Rangers (1993)
2. Mighty Morphin Power Rangers  (1994)
3. Mighty Morphin Alien Rangers (1995)
4. Power Rangers Zeo (1996)
5. Power Rangers Turbo (1997)
6. Power Rangers In Space (1998)
7. Power Rangers Lost Galaxy (1999)
8. Power Rangers Lightspeed Rescue (2000)
9. Power Rangers Time Force (2001)
10. Power Rangers Wild Force (2002)
11. Power Rangers Ninja Storm (2003)
12. Power Rangers Dino Thunder (2004)
13. Power Rangers S.P.D. (2005)
14. Power Rangers Mystic Force (2006)
15. Power Rangers Operation Overdrive (2007)
16. Power Rangers Jungle Fury (2008)
17. Power Rangers R.P.M. (2009)
18. Power Rangers Samurai (2011)
19. Power Rangers Super Samurai (2012)
20. Power Rangers Megaforce (2013)
21. Power Rangers Super Megaforce (2014)
22. Power Rangers Dino Charge (2015)
23. Power Rangers Dino Super Charge (2016)
24. Power Rangers Ninja Steel (2017)
25. Power Rangers Super Ninja Steel (2018)
26. Power Rangers Beast Morphers (2019)
27. Power Rangers Super Beast Morphers (2020)
28. Power Rangers Dino Fury (2021)

## Vanjske poveznice
- Power Rangers Central (na engleskom jeziku)
- Power Rangers Wiki (na engleskom, Francaise, Deutsch et Polska)